# 287829 Juancarlos
287829 Juancarlos è un asteroide della fascia principale. Scoperto nel 2003, presenta un'orbita caratterizzata da un semiasse maggiore pari a 2,6487518 au e da un'eccentricità di 0,0155532, inclinata di 2,63945° rispetto all'eclittica.